# ليبو (تشيلي)
ليبو ليبو هي مدينة ساحلية وبلدية في وسط تشيلي . وهي أيضًا عاصمة محافظة أراوكو في إقليم بيو بيو . تقع على الضفة الجنوبية لمصب نهر ليبو .
وتضم أيضا جزيرة موكا .

## تاريخ
استقرت ليبو في البداية أعلى نهر ليبو قليلاً من موقع المدينة الحالية في حصن سانتا مارغريتا الذي بناه غارسيا هورتادو دي ميندوزا في بداية عام 1557 على الضفة الشمالية لنهر ليبو بجوار سالتو دي غوالغالين ، إلى الغرب من فورد كوبانيو . في عام 1566 ، بنى الحاكم رودريغو دي كيروغا حصنًا تقريبًا في نفس المكان مثل مدينة ليبو الحالية تحت قيادة القبطان أغوستين دي أهومادا . حوصرت هنا من قبل المابوتشي وتم التخلي عنها أخيرًا في عام 1569. تم تدمير حصن سانتا مارغريتا في عام 1599 ، وفي عام 1603 أعاد الحاكم ألونسو دي ريبيرا بناءه ليصبح حصن سانتا مارغريتا دي أوستريا .
في القرن العشرين ، تطورت المدينة كمركز لتعدين الفحم . 
دمر زلزال فالديفيا عام 1960 العديد من المنازل في المدينة. 

## ثقافة
كل صيف ، يقام مهرجان ليبو السينمائي الدولي داخل الكهف.
يوجد فيها ثلاثة متاحف: متحف ليبو للتعدين ، الذي يخزن القطع المتعلقة بتاريخ تعدين الفحم في المنطقة ؛ تم افتتاح متحف تامايا في عام 1998 ، موجهًا للتاريخ الطبيعي للبلدية والمقاطعة ، والمتحف الإثنوغرافي والتاريخي الأثري في بونتا مورهويلا.
بالإضافة إلى ذلك ، تُعقد سنويًا مسابقة غونزالو روخاس بيزارو الأدبية ، وهي مسابقة أدبية دولية ينظمها نادي أصدقاء المكتبة في ليبو .